# VUC
V.U.C. ofwel VUC is een amateursportclub uit Den Haag. De voornaamste sport die wordt beoefend is voetbal. Het standaardelftal speelde tot het seizoen 2021/22 op zondag, maar ging daarna over naar de zaterdagafdeling. In het huidige seizoen, 2025/26 komt VUC in de Vierde Divisie uit en treft daarin een aantal clubs, waartegen al meer dan honderd jaar geleden werd gespeeld.
In 1928 werd ook een cricketafdeling in het leven geroepen. De club heeft tevens een honkbal- (sinds 1956) en softbalafdeling (sinds 1971). Eind jaren 80 werd de cricketafdeling wegens gebrek aan animo opgeheven. 

## Geschiedenis
Op 3 maart 1901 werd in Den Haag de voetbalclub Voorwaarts opgericht. Op 1 oktober 1905 volgde de oprichting van de club Utile Dulci (oftewel U.D.) in Delft. Beide clubs zijn belangrijk voor de V.U.C.-geschiedenis. De besturen en leden van beide clubs besloten in 1909 om samen verder te gaan. Op 15 augustus 1909 werd in het restaurant Hof van Berlijn in de Papestraat te Den Haag de fusie gesloten. De nieuwe club koos voor een naam waarin de clubnamen van de beide voorgangers te herkennen waren. Het werd Voorwaarts Utile Dulci Combinatie, of afgekort V.U.C.
De nieuwe club V.U.C. ofwel VUC startte met 61 actieve leden. Ingeschreven werd met één elftal in de NVB en drie elftallen in de HVB. In 1909 werd gestart in de 2e klasse en volgde in 1919-20 promotie naar de overgangsklasse. Dit duurt tot 1926 als VUC promoveert naar de 1ste klasse (toentertijd de hoogste Nederlandse voetbalklasse). In 1926 beschikt VUC over drie elftallen in de NVB, acht elftallen in de HVB, negen jeugdelftallen en een zaterdag veteranenteam. Het ledental in seizoen 1933-34 bedraagt 400.
De meest roemruchte jaren beginnen in 1938 en zouden duren tot 1944. Uiteindelijk won VUC in 1944 het afdelingskampioenschap West I. In de daaropvolgende strijd om het algeheel landskampioenschap met de andere afdelingskampioenen sc Heerenveen, Heracles, de Volewijckers en TSV Longa behaalde VUC de tweede plaats. Het algeheel landskampioenschap was in 1944 vooral een strijd tussen VUC en de Volewijckers. Op de Schenkkade in Bezuidenhout werd met 2-0 gewonnen van de Amsterdamse ploeg maar in de uitwedstrijd in het Olympisch Stadion in Amsterdam werd VUC met 5-1 vernederd. De uitwedstrijd was zeer memorabel dankzij het negatieve optreden van VUC-revelatie Bertus de Harder. Vóór de wedstrijd had het VUC-bestuur drie prominente spelers ‘om disciplinaire redenen’ geschorst waardoor het elftal verzwakt aan de start ging. Het gerucht gaat dat De Harder zou zijn omgekocht en zich in het spel niet liet zien. Een andere reden die aangevoerd werd is boosheid van De Harders kant vanwege de schorsingen. Door zijn negatieve inzet kon VUC geen aanvallende acties ontplooien en verloor zo de wedstrijd en mogelijk het kampioenschap. (Het was toentertijd nog niet mogelijk spelers te wisselen.) Na de wedstrijd werd De Harder door het VUC-bestuur voor twee jaar geschorst.
Direct na de oorlog volgde voor de club degradatie naar de tweede klasse. De club is ook na invoering van het betaald voetbal in 1954 altijd een amateurclub gebleven. Tussen 1928 en de jaren 1990 werd bij VUC ook cricket gespeeld. Tegenwoordig behoren honkbal, softbal en lacrosse bij VUC ook tot de sportmogelijkheden.
Naast de tweede plaats in 1944 om het kampioenschap van Nederland wist de club drie keer de finale om de KNVB beker te halen. In 1907, nog als Voorwaarts Den Haag, en in 1920 werd in de finale verloren. In 1927 won VUC door in de finale te winnen van Vitesse uit Arnhem. In 1975 promoveerde de club naar de Hoofdklasse, waar de club tot 1984 zou blijven spelen. In 2006 keerde de Haagse club weer terug op het hoogste amateurniveau en speelde het eerste elftal in de zondag Hoofdklasse A. In het seizoen 2009/10 degradeerde de club naar de Eerste klasse. Na twee kampioenschappen op een rij speelt VUC in het seizoen 2025/26 in de Vierde Divisie.

## Complex

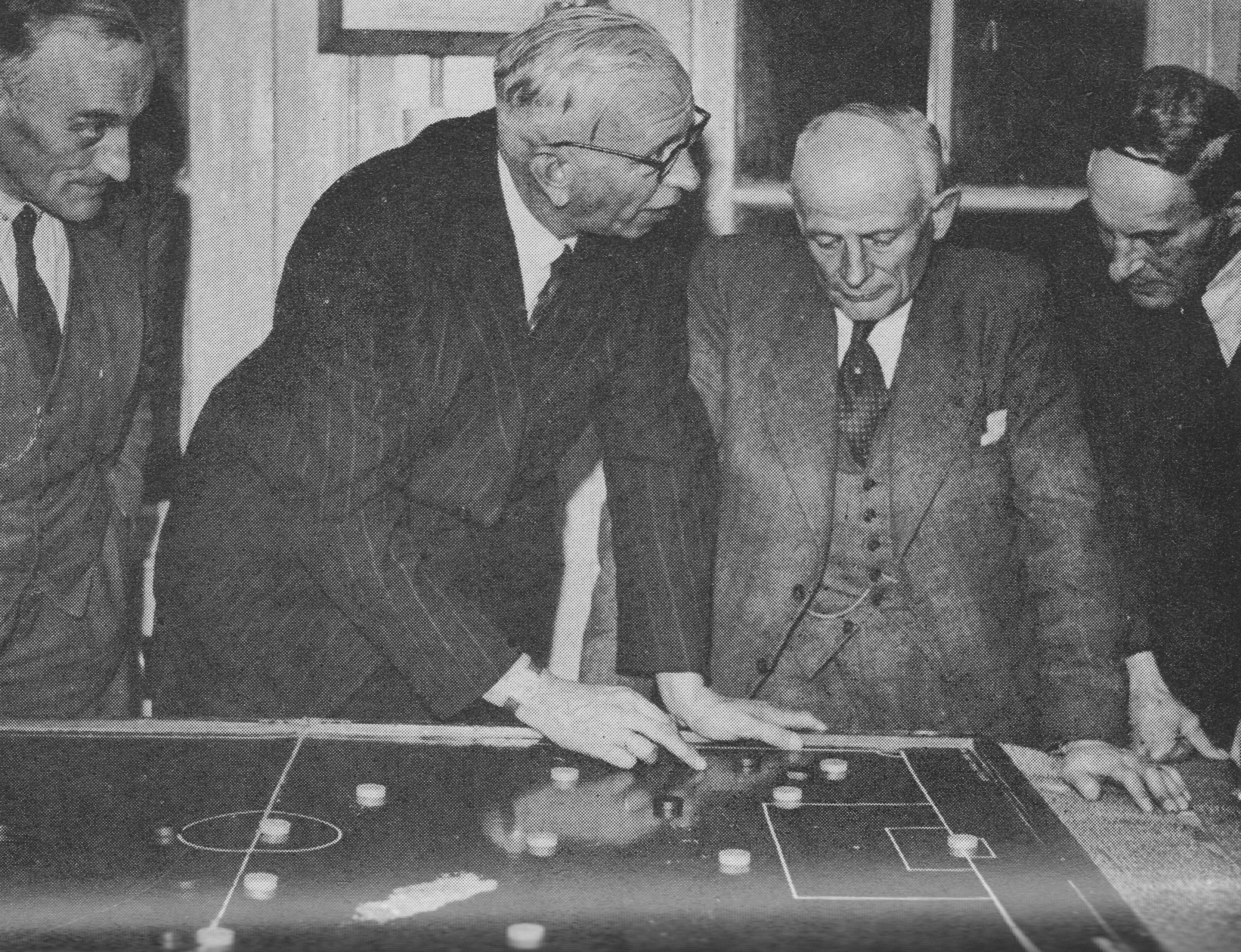
Tactische besprekingen over het Nederlands elftal op het terrein van VUC.
V.l.n.r: Otto de Vries, Henk Herberts, Loe Boeljon en Miel Mundt.

VUC heeft vanaf het begin van haar bestaan door Den Haag gezworven. Achtereenvolgens werden voetbalterreinen bespeeld bij de huidige Bosjes van Pex, de Kerklaan in buurgemeente Rijswijk en aan de Prinses Mariannelaan in Voorburg. In 1922 kreeg VUC de beschikking over twee velden aan de Loosduinseweg (weer in Den Haag op de plek waar nu de Meidoorn- en Laurierstraat zijn). Op dit terrein verrezen de eerste houten tribunes rond 1929. Deze situatie eindigde in 1930 toen de Haagse bebouwing ging oprukken naar Loosduinen. De club verhuisde weer, nu naar de Haagse Schenkkade, waar een houten stadion, lichtmasten (de éérste installatie in Europa – Groot-Brittannië niet meegerekend - als zodanig) en vier velden waren. Omdat VUC zo’n fraaie accommodatie had speelde het Nederlands elftal in de jaren dertig veelvuldig oefenwedstrijden aan de Schenkkade. Een bombardement van de geallieerden verwoestte op 3 maart 1945 grote delen van het Haagse Bezuidenhout en ook veel van VUC’s terrein. In 1948 brandde de houten hoofdtribune af. De daarop geplaatste nieuwe betonnen hoofdtribune verhuisde in 1969 met de (tot nu toe) laatste verhuizing van VUC naar Het Kleine Loo (Mariahoeve) naar de aldaar aangelegde nieuwe sportvelden.

## Standaardelftallen

### Zaterdagteam
In het seizoen 2015/16 deed het standaardzaterdagelftal weer mee aan de landelijke amateurcompetitie. Het kwam uit in de Vierde klasse van het district West II. Echter werd het team in oktober 2015, nadat de competitie zeven wedstrijden oud was, uit de competitie gehaald. Het team was bij de laatste twee wedstrijden niet op komen dagen waardoor automatische uitsluiting plaatsvond. Twee seizoen eerder overkwam dit team hetzelfde.
In het seizoen 2016/17 werd het team niet meer ingeschreven. De zondagafdeling maakte in 2022 gebruik van het horizontaal overstappen, waardoor men voortaan ging spelen in de Eerste klasse op zaterdag.

### Erelijst
Zondagelftal
1926-1927: Winnaar NVB beker
1943-1944: Kampioen 1e klasse West B
1977-1978: Kampioen zondag Hoofdklasse A 1978-1979: Kampioen Hoofdklasse (zondag A)
2006-2007: Winnaar Haagsche Courant Cup 2017-2018: Promotie naar 1e klasse 2023-2024: Kampioen 2e klasse C 2024-2025: Kampioen 1e klasse B

## Competitieresultaten

### Resultaten zondag 1910–2022
| 7 2A |

| 10 2A |

| 2 2A |

| 6 2A |

| 6 2B |

| 6 |

| 5 2B |

| 5 2C |

| 2 2C |

| 1 2C |

| 11 |

| 1 2B |

| 6 |

| 11 |

| 6 2B |

| 8 2B |

| 1 2A |

| 9 |

| 7 |

| 5 |

| 10 |

| 8 |

| 7 |

| 9 |

| 8 |

| 7 |

| 9 |

| 9 |

| 7 |

| 3 |

| 8 |

| 5 |

| 7 |

| 5 |

| 1 |

|  |

| 11 |

| 1 2A |

| 2 2A |

| 4 2B |

| 6 2A |

| 9 2A |

| 4 2A |

| 7 2B |

| 9 2B |

| 9 2A |

| 9 2A |

| 1 2A |

| 6 2A |

| 2 2A |

| 3 2A |

| 9 2A |

| 9 2A |

| 1 2A |

| 4 1B |

| 10 1B |

| 11 1B |

| 10 1B |

| 11 1B |

| 7 2A |

| 3 2A |

| 4 2A |

| 2 2A |

| 1 2A |

| 8 1B |

| 1 1B |

| 3 A |

| 6 A |

| 1 A |

| 1 A |

| 10 A |

| 7 A |

| 10 A |

| 6 A |

| 8 A |

| 14 A |

| 5 1B |

| 5 1B |

| 14 1B |

| 5 2A |

| 12 2A |

| 2 3B |

| 2 3B |

| 4 3B |

| 1 3B |

| 11 2A |

| 9 3B |

| 4 3A |

| 3 3A |

| 2 3A |

| 1 3A |

| 2 2C |

| 3 2C |

| 4 2D |

| 1 2C |

| 6 1B |

| 1 1B |

| 8 A |

| 8 A |

| 12 A |

| 7 1B |

| 6 1B |

| 12 1B |

| 6 2C |

| 7 2C |

| 3 2C |

| 10 2C |

| 5 2D |

| 2 2C |

| 3 1B |

| 12* 1B |

| 11* 1B |

| 8 1B |

- = Dit seizoen werd stopgezet vanwege de uitbraak van het coronavirus. Er werd voor dit seizoen geen officiële eindstand vastgesteld.

| Hoofdklasse | Eerste klasse | Overgangsklasse | Tweede klasse | Derde klasse | Noodcompetitie |

In elke staaf van de grafiek staat van boven naar beneden vermeld: 
- Eindnotering

Dit is de positie die de club heeft bereikt in de competitie, zonder eventuele beslissings-, play-off- of nacompetitiewedstrijden die nodig zijn geweest om bijvoorbeeld de kampioen van de competitie te bepalen.
Indien een * achter het getal staat is de notering een tussenstand en kan het zijn dat de notering niet overeenkomt met de uiteindelijke eindstand van de competitie.
Staat er een - dan is het seizoen nog bezig en is er geen definitieve uitslag bekend.
Staat er xx op de positie van de notering, dan heeft de club vroegtijdig de competitie verlaten. Dit kan onder andere komen door terugtrekking van het team, faillissement van de club of door een uitgedeelde straf van de KNVB. In veel gevallen staat elders in het artikel de reden vermeld.
Staat er een ? dan is het resultaat uit het verleden onbekend, en is alleen de competitie of het niveau bekend van dat seizoen.
In de seizoenen 2019/20 en 2020/21 werd wegens de coronacrisis het amateurvoetbal afgebroken. Daardoor kennen deze staven geen eindklassering (middels -- weergegeven).
- Competitieniveau en afdelingsletter of Officiële eindstand Eredivisie
  - Competitieniveau en afdelingsletter

Hierbij geeft het getal het niveau weer, dat ook terug te vinden is in de legenda. De letter is de afdelingsaanduiding en wordt gebruikt wanneer er meer afdelingen zijn op hetzelfde niveau. De afdelingsletter is altijd een hoofdletter en wordt meestal zonder nummer gebruikt.
Voorbeeld: 2F is niveau 2e klasse competitie F.
Het competitieniveau en nummer wordt niet vermeld wanneer er slechts één competitie van dit niveau was.
  - Officiële eindstand Eredivisie (getal staat tussen haakjes vermeld)

Sinds de introductie van play-offwedstrijden voor Europees voetbal na afloop van de reguliere competitie in 2005/06, is de KNVB verplicht een eindstand van de Eredivisie door te geven aan de UEFA aan de hand van deze play-offwedstrijden.
Bij deze eindstand staan clubs die zich hebben gekwalificeerd voor Europees voetbal hoger dan clubs die zich niet wisten te kwalificeren. Indien er geen verschil was tussen de eindnotering en de officiële eindstand, staat dit getal niet vermeld.

- Onderafdeling

Hier staat afgekort de naam van de onderafdeling indien de club in dat jaar in een onderafdeling uitkwam. Tevens staat deze afkorting in de legenda en wordt gelinkt naar het artikel over deze onderafdeling. Deze afkorting wordt alleen vermeld wanneer de club in het verleden in verschillende onderafdelingen heeft gespeeld. Deze vermelding is in de staaf altijd in kleine letters. Deze onderafdelingen zijn na het seizoen 1995/96 afgeschaft. Heeft de club in slechts één onderafdeling gespeeld, dan is dit alleen terug te vinden in de legenda.
Onder de staaf staat het jaartal vermeld waarin het seizoen is afgesloten. 15 verwijst naar het seizoen 2014/15 of eventueel het seizoen 1914/15.
Wanneer een staaf leeg is, zijn deze gegevens niet bekend. Het kan ook zijn dat de club dat seizoen niet heeft meegespeeld op het hogere amateurniveau, vroegtijdig de competitie heeft verlaten of uit de competitie is gezet.

In het seizoen 1944/45 was er wegens de Tweede Wereldoorlog geen regulier competitievoetbal.

## Bekende (oud-)spelers
Enkele VUC-spelers speelden ook interlandwedstrijden voor het Nederlands voetbalelftal, tussen haakjes zijn eerst hun aantal gespeelde wedstrijden en vervolgens hun aantal doelpunten vermeld.
- Rob Boersma
- Koos van Gelder (5, 1)
- Bertus de Harder (12, 3)
- Ricardo Kishna
- Tinus Osendarp
- Bob Stam (4, 0)
- Wesley Verhoek
- Bobby Vosmaer (2, 0)
- Koos van der Wildt (7, 0)
- Kees van der Zalm (3, 0)

ADO Den Haag · VV BMT · RVC Celeritas · SV Die Haghe · Duindorp SV · HSV DUNO · SV Erasmus · HSV Escamp · RKSV GDA · GSC ESDO · VV Haagse Hout · SV Houtwijk · HBS-Craeyenhout · VV HDV · HMSH · HPSV · Koninklijke HVV · VV KSD-Marine · HVV Laakkwartier · SV Loosduinen · SV Madestein · HVV ODB · PGS/VOGEL · Quick Steps · Hvv RAS · SC REMO · SCSV De Ster · HV & CV Quick · SVV Scheveningen · SVC '08 · VV SVH · TAC '90 · SSV Toofan · VCS · VUC · Wanica Star · SV Wateringse Veld Kranenburg · HVV Te Werve · VV WIK · SV Zuid West DH